# Rio Brilhante
Rio Brilhante – miasto i gmina w Brazylii, w stanie Mato Grosso do Sul.